# Repubblica Autonoma di Coriza
La Repubblica Autonoma di Coriza (in albanese Krahina Autonome e Korçës), è stata un'entità giuridica autonoma fondata il 10 dicembre 1916, dalle forze francesi locali, all'indomani della caduta della città di Coriza sotto il loro controllo, durante la prima guerra mondiale e fino al 1920.
A causa degli sviluppi nel fronte macedone della prima guerra mondiale, la città di Coriza passò sotto il controllo francese (1916-20). Durante questo periodo 14 rappresentanti della città e il colonnello francese Descoins firmarono un protocollo che proclamava la provincia albanese autonoma di Coriza sotto la protezione militare dell'esercito francese e con Themistokli Gërmenji come Prefetto di Polizia.
Le nuove autorità introdussero l'albanese e il francese come lingue ufficiali e sostituirono le scuole greche con quelle albanesi, proibite durante l'amministrazione greca della città. A Coriza era anche presente una scuola francese e tra i suoi tanti studenti, e in seguito insegnante, vi era Enver Hoxha, futuro leader dell'Albania comunista.

## Sfondo
La Repubblica di Coriza venne fondata nel 1916 durante la prima guerra mondiale. L'esercito austro-ungarico invase l'Albania settentrionale nella primavera del 1916 e l'esercito del Regno di Bulgaria occupò le parti orientali dell'Albania, inclusa la città di Elbasan (che fu poi ceduta all'Austria-Ungheria). L'esercito francese occupò Coriza e le aree circostanti il 29 novembre 1916. L'Italia occupò il porto di Valona e la regione del Principato meridionale dell'Albania nel dicembre 1914 e nell'autunno 1916.

### Questione dell'Epiro settentrionale
Coriza appartiene alla regione considerata come Epiro settentrionale, un'area con notevoli comunità albanesi (sia musulmane che ortodosse), aromuni e greche. Il punto di vista nazionale greco era quello di classificare tutti gli aromuni e gli albanesi ortodossi come parte della minoranza greca. Le Grandi Potenze firmarono il Protocollo di Firenze e assegnarono la regione al neo-fondato Principato d'Albania il 17 dicembre 1913. Per evitare la possibilità che l'Albania prendesse il controllo della regione, con il ritiro delle forze greche, gli epiroti filo-greci decisero di dichiarare la propria identità politica separata.

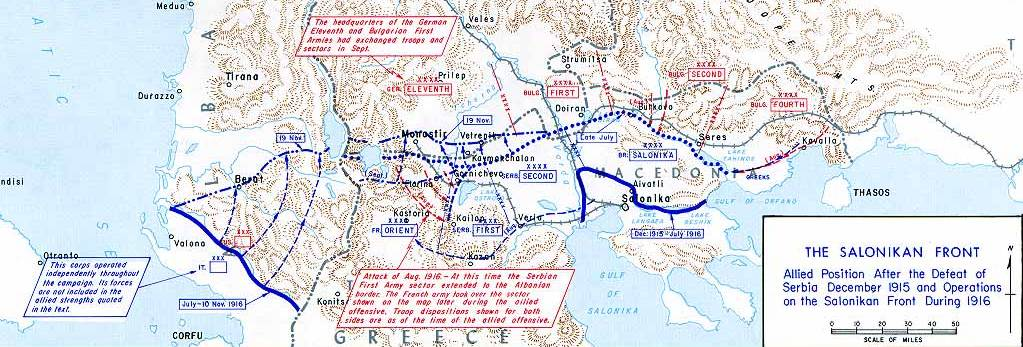
Operazione di collegamento delle truppe italiane con gli alleati sul fronte macedone nel periodo dicembre 1915 - dicembre 1916

Il 28 febbraio 1914, la Repubblica Autonoma dell'Epiro del Nord fu dichiarata ad Argirocastro e fu formato un governo provvisorio. Il protocollo di Corfù fu firmato il 17 maggio 1914 e il governo albanese riconobbe ufficialmente l'area dell'Epiro settentrionale come regione autonoma all'interno dello stato albanese. Subito dopo lo scoppio della prima guerra mondiale (luglio 1914), la situazione in Albania divenne instabile e ne seguì il caos politico. Mentre il paese si divideva in una serie di governi regionali, il principe Guglielmo lasciò il paese nel settembre 1914.

### Amministrazione militare e civile greca

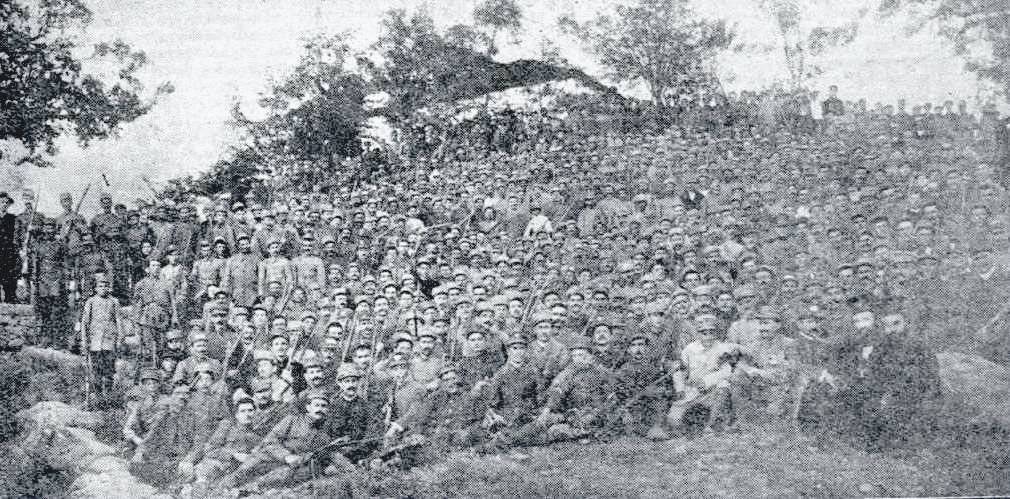
Truppe della Repubblica Autonoma dell'Epiro Settentrionale a Coriza (1914)

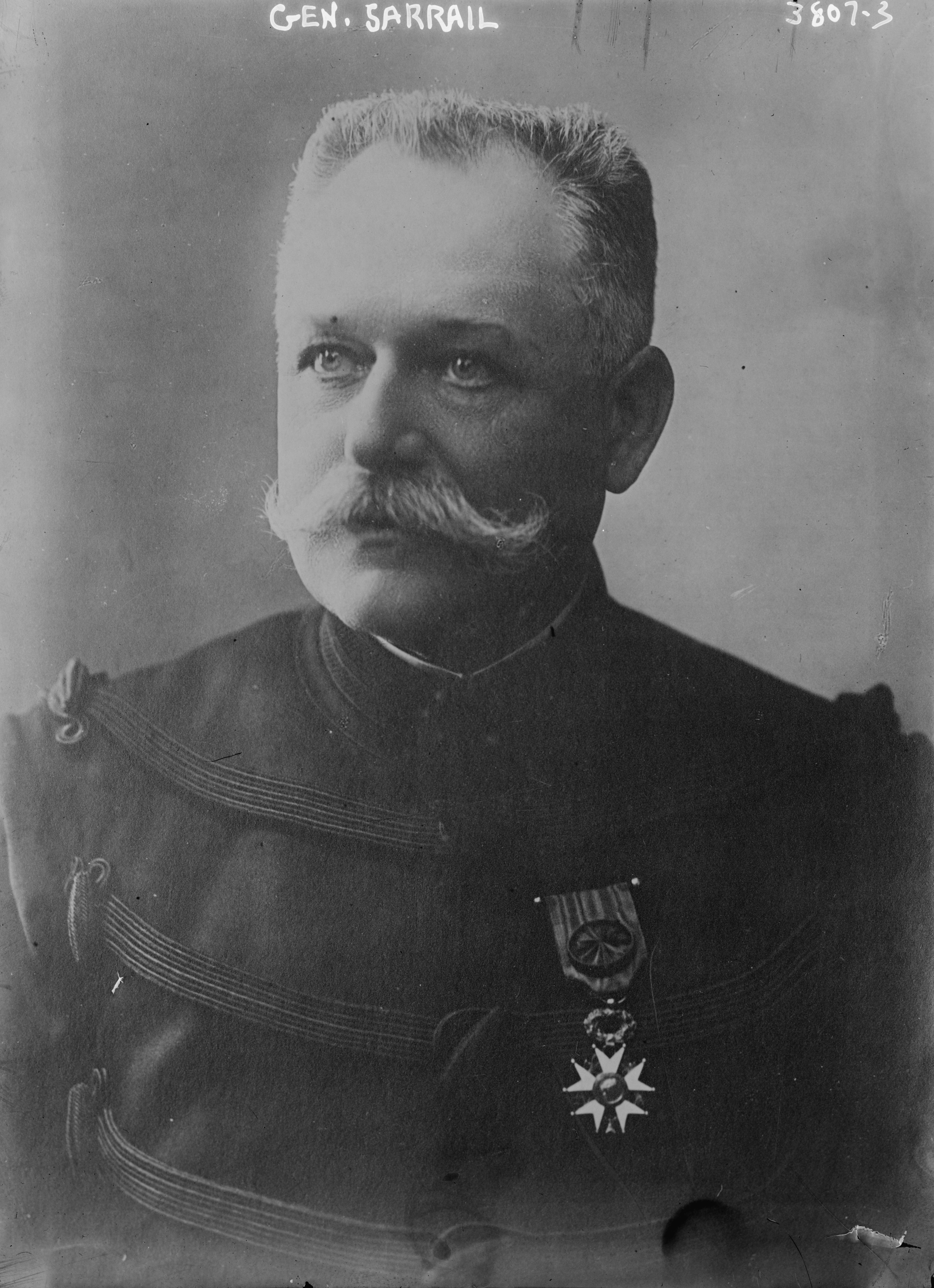
Il generale Maurice Sarrail, comandante delle forze alleate sul fronte macedone

Il 27 ottobre 1914, dopo l'approvazione delle Grandi Potenze, l'esercito greco rientrò nell'area. Con l'amministrazione greca, durante la prima guerra mondiale, era stato concordato tra la Grecia, l'Italia e le Grandi Potenze che la soluzione finale della questione dell'Epiro settentrionale sarebbe stata decisa in futuro, dopo la fine della guerra. Dopo le dimissioni di Venizelos a dicembre, tuttavia, i successivi governi realisti erano determinati a sfruttare la situazione e predeterminare il futuro della regione incorporandola formalmente nello stato greco. Nei primi mesi del 1916, l'Epiro settentrionale partecipò alle elezioni greche ed elesse 16 rappresentanti per il parlamento greco. Nel marzo fu ufficialmente dichiarata l'unione della regione con la Grecia e l'area venne divisa nelle prefetture di Argirocastro e Coriza.

### Occupazione bulgara di Coriza
Dopo l'inizio del coinvolgimento della Bulgaria nella prima guerra mondiale a fianco delle Potenze centrali nell'autunno del 1915, molti albanesi di etnia albanese si unirono ai bulgari che fornirono loro armi. Il Regno di Bulgaria utilizzò il suo esercito per occupare la parte orientale dell'Albania.
Dopo l'occupazione delle parti orientali dell'Albania, inclusa la città di Elbasan, il 18 agosto 1916, l'esercito bulgaro, probabilmente tentando di unire le forze austriache in Albania e in un attacco combinato all'esercito italiano, occupò Coriza e cacciò dalla città la guarnigione greca. L'obiettivo della Bulgaria era convincere i leader albanesi ad eleggere il principe Kiril, secondo figlio di Ferdinando I di Bulgaria, come loro re. Un motivo in più per l'occupazione bulgara di Coriza era legato alle posizioni bulgare a Bitola che sarebbero state seriamente minacciate se gli Alleati avessero preso il controllo di Coriza.

### Movimento nazionalista albanese e impero asburgico
Quando le forze asburgiche avanzarono per la prima volta in Albania alla coda delle forze serbe in fuga, furono accolte come liberatori. Il movimento nazionalista albanese era entusiasta della loro disponibilità a consentire l'autogoverno albanese sotto la loro ala protettrice e l'apertura di varie scuole albanesi tra l'Albania e il Kosovo. Tuttavia, questo entusiasmo si attenuò quando i leader albanesi appresero che "le assemblee per scopi politici erano proibite nei distretti occupati dagli eserciti imperiali", e l'ordine del disarmo dato dagli austriaci aveva incontrato ampiamente risentimenti e persino resistenze in una certa misura. Di conseguenza, i gruppi armati (cheta) nell'area di Coriza guidati da Themistokli Gërmenji, Mihal Grameno e Sali Butka guardarono ad altre alleanze. Alla fine avrebbero richiesto la cooperazione ai francesi, perché sembrava che fossero inclini a rispettare ciò che consideravano i diritti nazionali albanesi.

### Occupazione francese di Coriza
Le truppe francesi entrarono a Coriza il 29 novembre 1916, durante un'operazione militare che mirava a collegare il fronte alleato a Salonicco, sul fronte macedone, alla regione dell'Albania meridionale, che era detenuta dalle truppe italiane. Le truppe francesi a Coriza erano sotto il generale Maurice Sarrail e sotto il comando diretto del colonnello Descoins. C'erano due gruppi di ribelli attivi nella regione di Coriza, uno guidato da Themistokli Gërmenji e un altro da Sali Butka. Nel frattempo, bande di irregolari albanesi, guidate da Butka e cooperanti con le forze austriache, saccheggiarono Moscopoli, e minacciarono che Coriza avrebbe subìto la stessa sorte se non avesse issato la bandiera albanese e se non si fosse arresa alle autorità albanesi.

## Istituzione

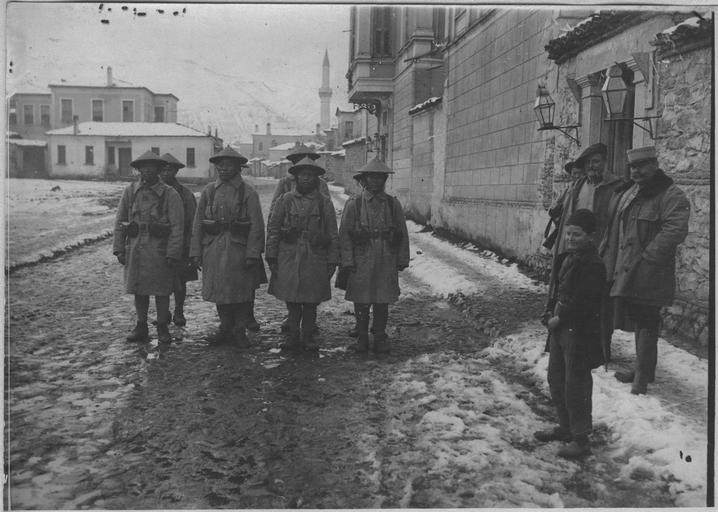
Tonkinese (vietnamita) Soldato a Coriza, gennaio 1917.

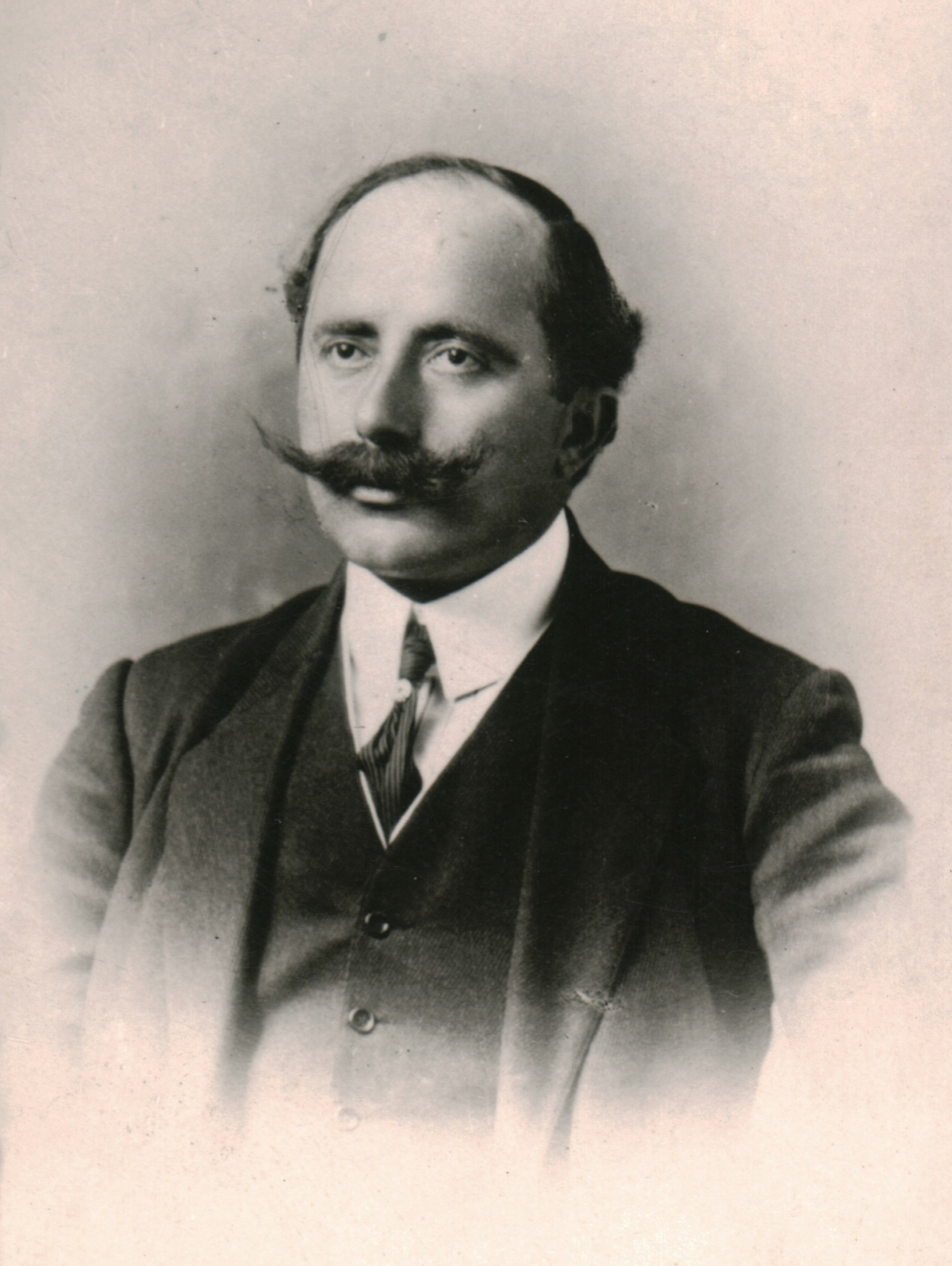
Themistokli Gërmenji, leader nazionalista albanese e prefetto della Repubblica Autonoma

Il colonnello Descoins prese accordi con i principali nazionalisti albanesi di Coriza. Gli ufficiali francesi ebbero un incontro con Themistokli Gërmenji il 24 novembre 1916 che arrivò nella città da Pogradec, che era occupata dagli eserciti di Austria-Ungheria e Bulgaria. Gli ufficiali francesi nominarono una commissione guidata da Gërmenji la quale aveva quattordici membri, sette cristiani e sette musulmani. I membri di questa commissione erano: Rafail Adhami, Kostandin Nocka, Nikolla Vangjeli, Vasil Singjeli, Vasil Kondi, Llambro Mborja, Thimi Cale, Shaqir Shabani, Tefik Rushiti, Hysen Dishnica, Emin Rakipi, Qani Dishnica, Sali Babani e Haki Shemshedini.
La commissione tenne una riunione il 10 dicembre alle 9  nella scuola di San Giorgio e, Gërmenji fece un discorso agli uomini riuniti. Dopo l'incontro guidò la commissione in prefettura dove incontrò il colonnello Descoins e gli altri ufficiali francesi. Il 10 dicembre 1916, il colonnello Descoins e la commissione firmarono un protocollo, secondo il quale sarebbe stata istituita una provincia autonoma sui territori di Korçë, Bilishti, Kolonja, Opar e Gora. Fu inoltre convenuto che i 14 membri della commissione costituissero il consiglio amministrativo, responsabile del mantenimento dell'ordine.

### Protocollo
Il testo del protocollo, in cui si afferma che è stato redatto secondo i desideri dei delegati albanesi della kaza di Korçë, aveva 9 punti che sono riassunti di seguito:
1. la provincia autonoma di Korçë è stabilita da questo protocollo e si riferisce al territorio di Korçë, Bilishti, Kolonja, Opar e Gora
2. la kaza di Korçë sarà governata dal Consiglio di amministrazione con 14 membri, metà cristiani e metà musulmani
3. le nomine alle posizioni nella kaza saranno effettuate dalle autorità militari francesi, su proposta del consiglio di amministrazione
4. per mantenere l'ordine nella kaza, sarà responsabile il prefetto di polizia, utilizzando la gendarmeria e la polizia di nuova costituzione
5. sarà istituita un'unità speciale della "gendarmeria mobile albanese" che avrebbe il compito di salvaguardare l'indipendenza del territorio e la libertà della sua gente
6. allo stesso scopo può essere costituito un regolare battaglione di volontari
7. La polizia, la gendarmeria e le truppe volontarie sarebbero state sotto l'autorità superiore dell'ufficiale francese
8. la lingua ufficiale è l'albanese
9. la bandiera della kaza Korçë sarà la tradizionale bandiera di Skanderbeg con la bandiera francese tricolore

Le nuove autorità di Coriza organizzarono le forze di polizia e la gendarmeria, un sistema di uffici postali ed emisero francobolli.

### Statuto
Il 27 settembre 1917, il generale Maurice Sarrail proclamò un nuovo statuto che abrogava il protocollo costituzionale. L'amministrazione fu affidata al comandante del gruppo dell'esercito Malik. Il consiglio di amministrazione fu sostituito con un consiglio consultivo ridotto a 12 membri (ancora metà musulmani e metà cristiani). Il territorio sotto l'amministrazione francese era diviso in due parti: nord (Pogradec) e sud (Repubblica di Coriza) di Devolli.

## Governance

### Amministrazione
Il 10 dicembre 1916, Henry Descoins, comandante della guarnigione francese di Korçë, con l'approvazione di Maurice Sarrail, dichiarò la Repubblica Autonoma Albanese di Korçë, e nominò Prefetto Themistokli Gërmenji. Nel periodo successivo i greci della città furono perseguitati dagli elementi nazionalisti albanesi che miravano ad acquisire il controllo su Coriza. Di conseguenza, i greci locali chiesero alle autorità francesi di prolungare la loro occupazione fino alla fine della prima guerra mondiale.
Nel periodo marzo 1917 - febbraio 1918, Qani Dishnica fu nominato presidente del consiglio amministrativo albanese. Da parte francese, i governatori delegati della Repubblica di Korçë furono Henri Descoins (10 dicembre 1916 - 11 maggio 1917), Salle (1917-1919) e Reynard Lespinasse (giugno 1919 - 26 maggio 1920).
I governatori delegati francesi nominarono un ufficiale come loro delegato al Consiglio. Il primo ufficiale nominato fu il tenente di riserva Bargeton, che fu sostituito a metà gennaio 1917 dal tenente Siedfried.

### Formazione scolastica
La Francia intendeva aiutare nella creazione di 200 scuole elementari in lingua albanese, come parte della strategia di affermazione nazionale albanese. D'altra parte, tutte le scuole greche furono costrette a chiudere, mentre l'elemento greco della città fu perseguitato.Il Liceo nazionale albanese (in francese: Le lycée de Korça, in albanese Liceu Kombëtar i Korçës) liceo di Coriza fu fondato nel 1917. Le autorità francesi affermano di aver vietato l'apertura del liceo perché non volevano offendere i loro alleati greci guidati dal Movimento di difesa nazionale di Eleftherios Venizelos, che rivendicava i diritti sull'area. Alcune fonti trovano questa affermazione inappropriata, considerando che il Liceo francese di Salonicco ha inviato il professor Vital Gerson a guidare una piccola squadra di tre professori albanesi per unirsi a un ufficiale francese, che ha fornito alcune nozioni di cultura francese, alla cerimonia di apertura della scuola. Il Liceo nazionale francese è stato il primo liceo albanese aperto a studenti di tutte le fedi.

### Moneta
Il frange (albanese) o franco (francese) era la valuta della Repubblica Autonoma Albanese di Coriza tra il 1917 e il 1921. Era suddiviso in 100 centesimi. La valuta è stata introdotta durante il periodo dell'occupazione francese. Venne emesso solo in forma di moneta cartacea, con banconote in tagli da 50 centesimi, 1 e 5 frange. Sia la cartamoneta che i francobolli furono incisi dal soldato Davier (uno studente di Louis-Oscar Roty).

### Pogradec
Nel settembre 1917, il generale Maurice Sarrail intraprese un'azione contro gli eserciti di Austria-Ungheria e Bulgaria in Albania, e il 9 settembre le truppe francesi conquistarono Pogradec. Insieme agli eserciti di Bulgaria e Austria-Ungheria, c'erano albanesi, guidati da Hysejn Nikolica, che combattevano contro le truppe francesi. Themistokli Gërmenji fu insignito della Croix de guerre nel novembre 1917, per la sua partecipazione alla conquista francese di Pogradec con il battaglione di Coriza. Sebbene il governo francese considerasse la nomina di Essad Pasha Toptani per governare la regione di Pogradec, rimase sotto l'amministrazione francese.

### Esercito
Fu formato un reggimento di fucilieri albanesi che servì da avanguardia per le forze francesi.

## Ritiro e conseguenze
Nel novembre 1917, il generale Salle riferì che il tentativo di cooperazione tra cristiani e musulmani aveva provocato frequenti difficoltà. Alla fine del 1917 Gërmenji fu accusato di collaborazionismo con le potenze centrali e fu giustiziato a Salonicco dopo essere stato condannato a morte dal tribunale militare francese.
Il generale Salle rimosse la già limitata autonomia del Consiglio il 16 febbraio 1918. Dopo gli armistizi e le capitolazioni alla fine della prima guerra mondiale, fu deciso che la Francia e l'Italia avrebbero continuato a governare i territori che occupavano e che insieme all'Impero britannico avrebbero dovuto governare Scutari. Di conseguenza, l'esercito francese si trasferì da Coriza il 15 giugno 1920. Dopo che l'esercito francese lasciò Coriza, il destino del territorio amministrato fu deciso dalla Conferenza di pace di Parigi nel 1919.
Il 12 dicembre 1916, l'Italia chiese spiegazioni al Ministero degli Affari Esteri francese, tramite il suo ambasciatore, affermando che l'istituzione della Repubblica Autonoma Albanese di Coriza violava il Patto di Londra. L'Austria-Ungheria usò il precedente francese a Coriza per giustificare la proclamazione dell'indipendenza dell'Albania sotto il suo protettorato il 3 gennaio 1917 a Scutari. Il Regno d'Italia seguì l'esempio quando proclamò l'indipendenza dell'Albania sotto il suo protettorato il 23 giugno 1917 ad Argirocastro.
Poiché il generale Maurice Sarrail aveva dimostrato una tendenza a interferire in politica, il primo ministro Georges Clemenceau lo sollevò dal suo comando nel dicembre 1917. L'influenza francese a Coriza rimase anche dopo che la Repubblica Autonoma cessò di esistere. Il Liceo Nazionale Albanese rimase attivo fino al 1939; fu costruito un cimitero militare francese, oggi ancora presente nella città.